# Муртич, Эдо

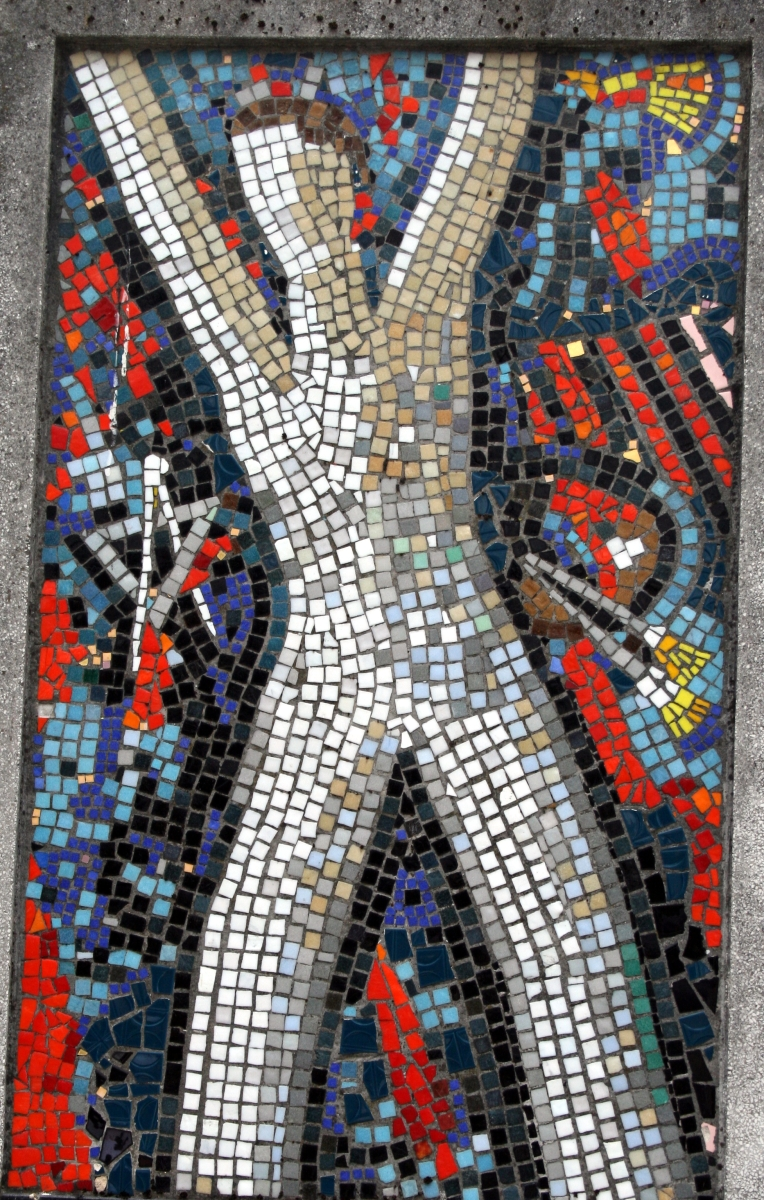
Мозаика Эдо Муртича на гробнице семьи Шеферов на кладбище Мирогой

Эдо Муртич (хорв. Edo Murtić, 4 мая 1921; Велика-Писаница — 2 декабря 2005; Загреб) — хорватский художник, работавший в стилях лирической абстракции и абстрактного экспрессионизма. Он работал с различными формами изобразительного искусства, включая масляную живопись, гуашь, графический дизайн, керамику, мозаику, фрески и дизайн театральных декораций. Муртич много путешествовал, а также выставлялся в Европе и Северной Америке, получив международное признание за свои работы, которые можно найти в музеях, галереях и частных коллекциях по всему миру. Он был одним из основателей арт-группы «Март» в 1956 году. Интерес к искусству Эдо Муртича продолжает расти, в том числе за счёт ретроспективных выставок его творчества в крупных музеях.

## Биография
Муртич родился 4 мая 1921 года в Велика-Писанице близ Бьеловара в Хорватии, тогда входившей в Королевстве сербов, хорватов и словенцев. Он был вторым ребенком в семье Винко и Франциски Муртич. В его раннем детстве семья переехала в Загреб, где Муртич получал образование. Он посещал ремесленную школу в 1935—1939 годах, учась у Эдо Ковачевича, Камило Томпы и Эрнеста Томашевича. Его первая выставка прошла в 1935 году в Королевской средней школе в Загребе.
В 1939 году Муртич поступил в Академию изящных искусств в Загребе, где его наставниками были Любо Бабич и Крсто Хегедушич. В течение 1940 года он посещал занятия, которые проводил Петар Добрович в Белграде, вернувшись в Загреб в 1941 году, чтобы завершить своё обучение в академии.
Муртич находился под сильным влиянием социалистических идей, а с началом Второй мировой войны он был вовлечён в антифашистское движение. Весной 1944 года Муртич присоединился к коммунистическим военным силам, где он работал над графическим дизайном плакатов и книг. В послевоенные годы художник начал активно путешествовать и выставляться. В 1951 году он некоторое время провёл в США и Канаде, где познакомился с движением абстрактного экспрессионизма. В 1956 году в Загребе Муртич был одним из основателей арт-группы «Март».
В 1958 году Муртич участвовал в трёх крупнейших мероприятиях в мире современного искусства: Венецианской биеннале, премии Карнеги в Питтсбурге и documenta в Касселе.
Горанка Врус-Муртич, жена Эдо Муртича, также была известной художницей. Вместе они купили и отремонтировали старый каменный дом в городе Врсар, на адриатическом побережье Истрии. Хотя их главная резиденция располагалась в Загребе, супруги проводили большую часть каждого года в Врсаре. О своём летнем доме и студии Муртич говорил, что там он наслаждается тишиной и может концентрироваться на работе. Художник называл его самым красивым местом в мире. Тамошний пейзаж послужил источником вдохновения для многих его картин, особенно для цикла «Монтракер» (хорв. Montraker), названного в честь близлежащей древнеримской каменоломни.
Эдо Муртич был членом Хорватской академии наук и искусств и Хорватского Хельсинкского комитета. Он также был назван почётным гражданином города Бьеловар. Художник умер в Загребе 2 января 2005 года, в возрасте 83 лет.